# Bruce Djite
Bruce José Djite (ur. 25 marca 1987 w Waszyngtonie) – australijski piłkarz występujący na pozycji napastnika.

## Kariera klubowa
Djite urodził się w Stanach Zjednoczonych. Jego ojciec pochodził z Wybrzeża Kości Słoniowej, a matka z Togo. W wieku 3 lat Bruce emigrował z rodzicami do Australii, gdzie jego ojciec został profesorem University of Western Sydney. W wieku 7 lat Djite rozpoczął treningi w Lindfield Soccer Club. Potem trenował w Ku-Ring Gai Association, Northern Spirit, NSWIS, Marconi Stallions oraz AIS.
W 2006 roku Djite podpisał kontrakt z Adelaide United. W A-League zadebiutował 22 października 2006 w wygranym 4:2 meczu z New Zealand Knights. W sezonie 2006/2007 wywalczył z klubem wicemistrzostwo Australii. 25 sierpnia 2007 w zremisowanym 2:2 spotkaniu z Brisbane Roar strzelił pierwszego gola w trakcie gry w A-League. W ciągu dwóch sezonów rozegrał 16 ligowych spotkań i zdobył 6 bramek w barwach Adelaide.
W 2008 roku Djite odszedł do tureckiego klubu Gençlerbirliği SK. W pierwszej lidze tureckiej zadebiutował 24 sierpnia 2008 w zremisowanym 1:1 pojedynku z Kocaelisporem. Pierwszą bramkę w trakcie gry w tureckiej ekstraklasie zdobył 25 października 2008 w meczu z Denizlisporem (2:2). W 2010 roku był wypożyczony do Diyarbakırsporu, a następnie latem tamtego roku odszedł do Gold Coast United. W 2011 roku wrócił do Adelaide United, a następnie na krótko został wypożyczony do chińskiego Jiangsu Shuntian.

## Kariera reprezentacyjna
W reprezentacji Australii Djite zadebiutował 22 marca 2008 w bezbramkowo zremisowanym towarzyskim meczu z Singapurem.